# Кровавая резня
Кровавая резня (англ. Bloody Murder 2: Closing Camp, известен также под названием Кровавое убийство 2) — американский низкобюджетный слэшер 2003 года режиссёра Роба Спера, сиквел картины Кровавая игра 2000 года.

## Сюжет
Летний сезон в детском лагере «Тихие сосны» закончился и несколько вожатых остаются на его территории, дабы подготовить к зиме. Ровно пять лет назад здесь психопатом Тревором Мурхаузом была совершена серия зверских убийств. Среди вожатых имеется девушка Трейси, брат которой был убит именно в те времена. Однажды, устроив небольшую вечеринку у костра и уже немного разогревшись спиртным, вожатые решают сыграть в игру «Кровавая резня», которую очень любил Тревор Мурхауз и которая спровоцировала его на совершение всех этих ужасных деяний. Вскоре на территории объявляется тот самый убийца и начинает снова убивать людей.

## В ролях
| Актёр         | Роль   |
| ------------- | ------ |
| Кэти Вудрафф  | Трейси |
| Лейн Андерсон | Джеймс |